# Puhu (Payangan)
Puhu is een bestuurslaag in het regentschap Gianyar van de provincie Bali, Indonesië. Puhu telt 5617 inwoners (volkstelling 2010).